# Фјумичело (Удине)
Фјумичело (итал. Fiumicello) је насеље у Италији у округу Удине, региону Фурланија-Јулијска крајина.
Према процени из 2011. у насељу је живело 4297 становника. Насеље се налази на надморској висини од 6 м.

## Становништво
Према резултатима пописа становништва 2011. у општини је живело 5.021 становника.
| 1931. | 1936. | 1951. | 1961. | 1971. | 1981. | 1991. | 2001. | 2011. |
| ----- | ----- | ----- | ----- | ----- | ----- | ----- | ----- | ----- |
| 3.972 | 4.018 | 4.472 | 4.215 | 4.115 | 4.409 | 4.461 | 4.297 | 5.021 |

## Партнерски градови
- Le Temple-sur-Lot